# Soyuco
Soyuco är en ort i Mexiko.   Den ligger i kommunen Tepehuacán de Guerrero och delstaten Hidalgo, i den sydöstra delen av landet, 180 km norr om huvudstaden Mexico City. Soyuco ligger 670 meter över havet och antalet invånare är 263.
Terrängen runt Soyuco är bergig åt sydväst, men åt nordost är den kuperad. Runt Soyuco är det ganska tätbefolkat, med 60 invånare per kvadratkilometer. Närmaste större samhälle är Chapulhuacán, 10,5 km norr om Soyuco. I omgivningarna runt Soyuco växer huvudsakligen savannskog.